# Silvio Rodrigues
Silvio Rodrigues (Tatuí, 1 de março de 1917 – São Paulo, 18 de janeiro de 2004) foi um advogado e professor catedrático de direito civil na Faculdade de Direito da Universidade de São Paulo e da Faculdade de Direito da Universidade Presbiteriana Mackenzie, em São Paulo.
Era também Doutor Honoris Causa pela Universidade Paris XIII. Era filho da educadora e política Chiquinha Rodrigues, eleita deputada estadual no ano de 1936, e do professor Adolfo Rodrigues, tendo-se casado em 1945 com Maria Carolina Rodrigues.
Cursou simultaneamente duas Escolas Superiores da Universidade de São Paulo, havendo-se formado, em 1939, tanto na Faculdade de Direito do Largo de São Francisco, como na Seção de Ciências Sociais da Faculdade de Filosofia, Ciências e Letras. Depois de uma experiência no magistério superior, onde foi assistente do Prof. Paul Hugon, na cadeira de Economia Política, dedicou-se à advocacia. Em 1956 apresentou-se para concurso à livre-docência da Faculdade de Direito da Universidade de São Paulo, tendo sido aprovado. Após isso, regeu disciplinas de Direito Civil em substituição aos professores Alvino Lima e Jorge Americano. Em 1960 tornou-se professor catedrático da Faculdade de Direito da Universidade de São Paulo.
Deixou obra significativa para o ensino jurídico no Brasil, em especial, a coleção de sete volumes intitulada Direito Civil, publicada inicialmente pela Editora Max Limonad, e posteriormente pela Editora Saraiva, assim dividida: volume I - Parte geral; volume II - Parte geral das obrigações; volume III - Dos contratos e das declarações unilaterais da vontade; volume IV - Da responsabilidade civil; volume V - Direito das coisas; volume VI - Direito de Família e volume VII - Direito das sucessões. Além de Direito Civil, sua obra é composta de várias monografias, dentre as quais se destacam: O divórcio e a lei que o regulamenta; Dos vícios do consentimento; Da locação predial; Das arras; Dos defeitos dos atos jurídicos. Muitos de seus pareceres, abordando importantes temas de direito privado, foram reunidos em livros intitulados Direito civil aplicado, publicados pela Editora Saraiva.
Foi jurista brasileiro bastante conhecido no exterior, tendo regido cursos na Universidade Autônoma do México (1981) e na Faculdade de Direito da Universidade de St. Maurs (1983; Paris XII), bem como participado de congressos no México (1977), Espanha (1978), Argentina (1979) e Itália (1983). Foi agraciado também com o título de Professor Honoris Causa da Faculdade de Direito da Universidade de Paris XII.
O jurista faleceu em 18 de janeiro de 2004, em São Paulo. Pouco após o seu falecimento, o volume 76 da Revista do Advogado, editada pela Associação dos Advogados de São Paulo - AASP, publicou uma homenagem ao Prof. Silvio Rodrigues.